# Visage (film)
Visage è un film del 2009 scritto e diretto da Tsai Ming-liang.